# Chapelle Saint-Roch (Budapest)
Pour les articles homonymes, voir Chapelle Saint-Roch.
La Chapelle Saint-Roch (en hongrois : Rókus-kápolna) est un édifice situé dans le 8e arrondissement de Budapest.